# Coelocorynus wallacei
Coelocorynus wallacei är en skalbaggsart som beskrevs av Jan Krikken 2003. Coelocorynus wallacei ingår i släktet Coelocorynus och familjen Cetoniidae. Inga underarter finns listade i Catalogue of Life.